# 近鉄保険サービス
近鉄保険サービス株式会社（きんてつほけんサービス）は、損害保険代理業、生命保険代理業、土地および建物の賃貸業を行う近鉄グループの関係会社である。

## 概要
1953年6月、株式会社登喜和商会として設立。後に現社名に変更。